# Mortal Kombat (film, 1995)
Mortal Kombat är en amerikansk actionfilm som hade biopremiär i USA den 18 augusti 1995.

## Handling
Mortal Kombat är en tävling där en värld får välja ut sina bästa kämpar för att slåss mot en annan världs toppkombattanter. Nu står det mellan Jorden och Outworld, en dimension bebodd av alla tänkbara styggelser. Skulle Jorden förlora kampen denna gång skulle det betyda att Outworld får makten över världen.

## Om filmen
Mortal Kombat baseras på datorspelet med samma namn, och filmen regisserades av Paul W.S. Anderson och är 101 minuter lång. Det finns även en animerad serie baserad på historierna om Mortal Kombat.

## Rollista (urval)
| Christopher Lambert  | – Rayden      |
| Robin Shou           | – Liu Kang    |
| Linden Ashby         | – Johnny Cage |
| Cary-Hiroyuki Tagawa | – Shang Tsung |
| Bridgette Wilson     | – Sonya Blade |
| Talisa Soto          | – Kitana      |

### Fotnoter
1. ↑  ”Mortal Kombat” (på engelska). Box Office Mojo. 18 augusti 1995. http://www.boxofficemojo.com/movies/?id=mortalkombat.htm. Läst 7 september 2016.